# OGLE-TR-113b
OGLE-TR-113b是一個環繞OGLE-TR-113的太陽系外行星，比木星大 1.32倍，屬於熱木星。